# Liparophyllum exiguum
Liparophyllum exiguum är en vattenklöverväxtart som först beskrevs av Ferdinand von Mueller, och fick sitt nu gällande namn av Tippery och Les. Liparophyllum exiguum ingår i släktet Liparophyllum och familjen vattenklöverväxter. Inga underarter finns listade i Catalogue of Life.